# 크사르

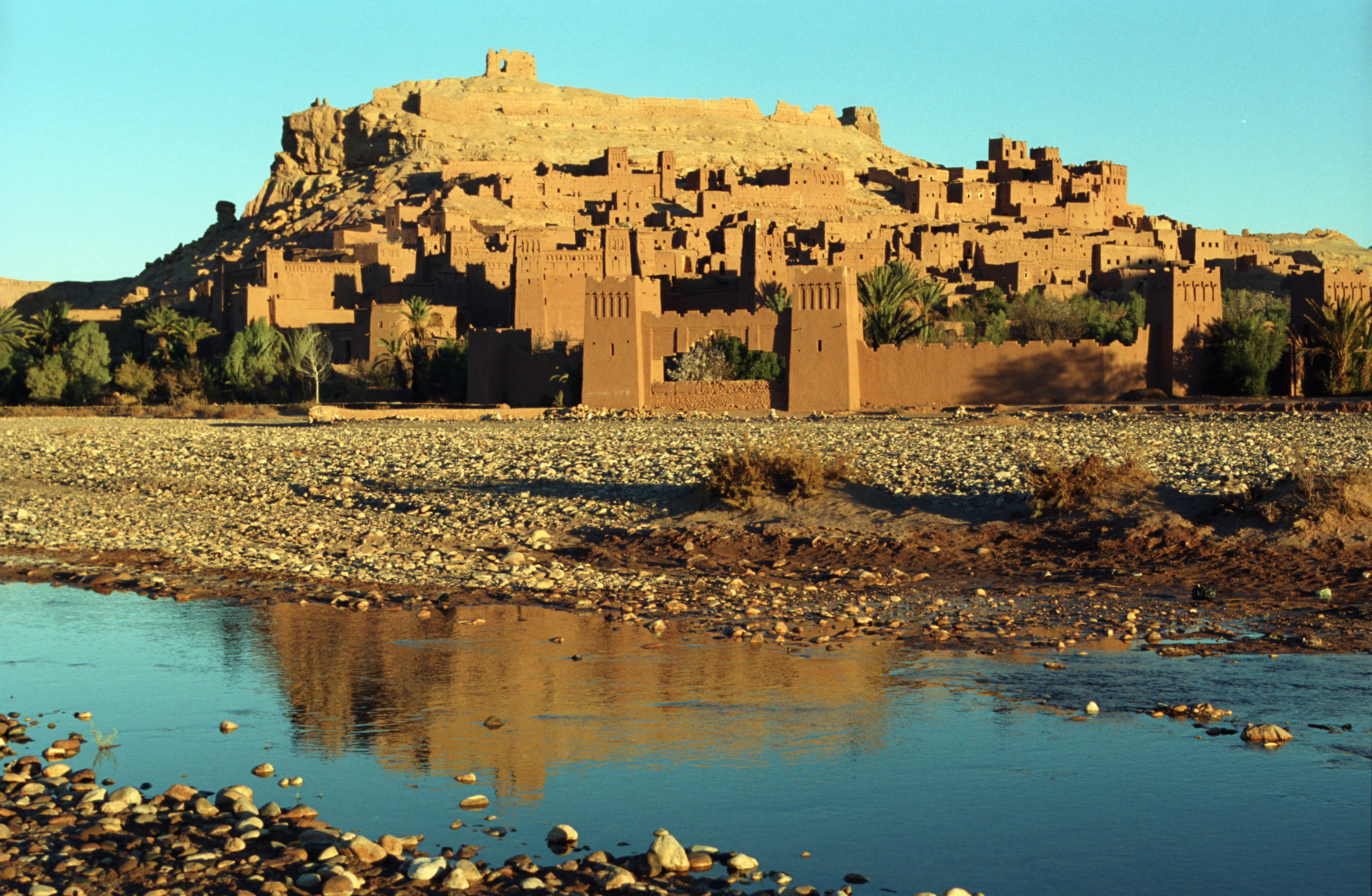
모로코의 크사르 아이트벤하두. 1987년부터 유네스코 세계유산으로 지정되었다.

크사르 또는 카사르(아랍어: قصر), 복수형 크수르 또는 카수르(아랍어: قصور)는 북아프리카에 있는 요새화된 마을의 한 형태로, 주로 베르베르인(아마지그)이 살았거나 전통적으로 살았던 지역에서 발견된다. 베르베르어파에서 사용되는 동등한 용어는 ighrem(단수) 또는 igherman(복수)이다.

## 어원
아랍어 카사르(قَصَر)는 아마도 라틴어 castrum에서 빌려온 것으로 추정된다.

## 건축

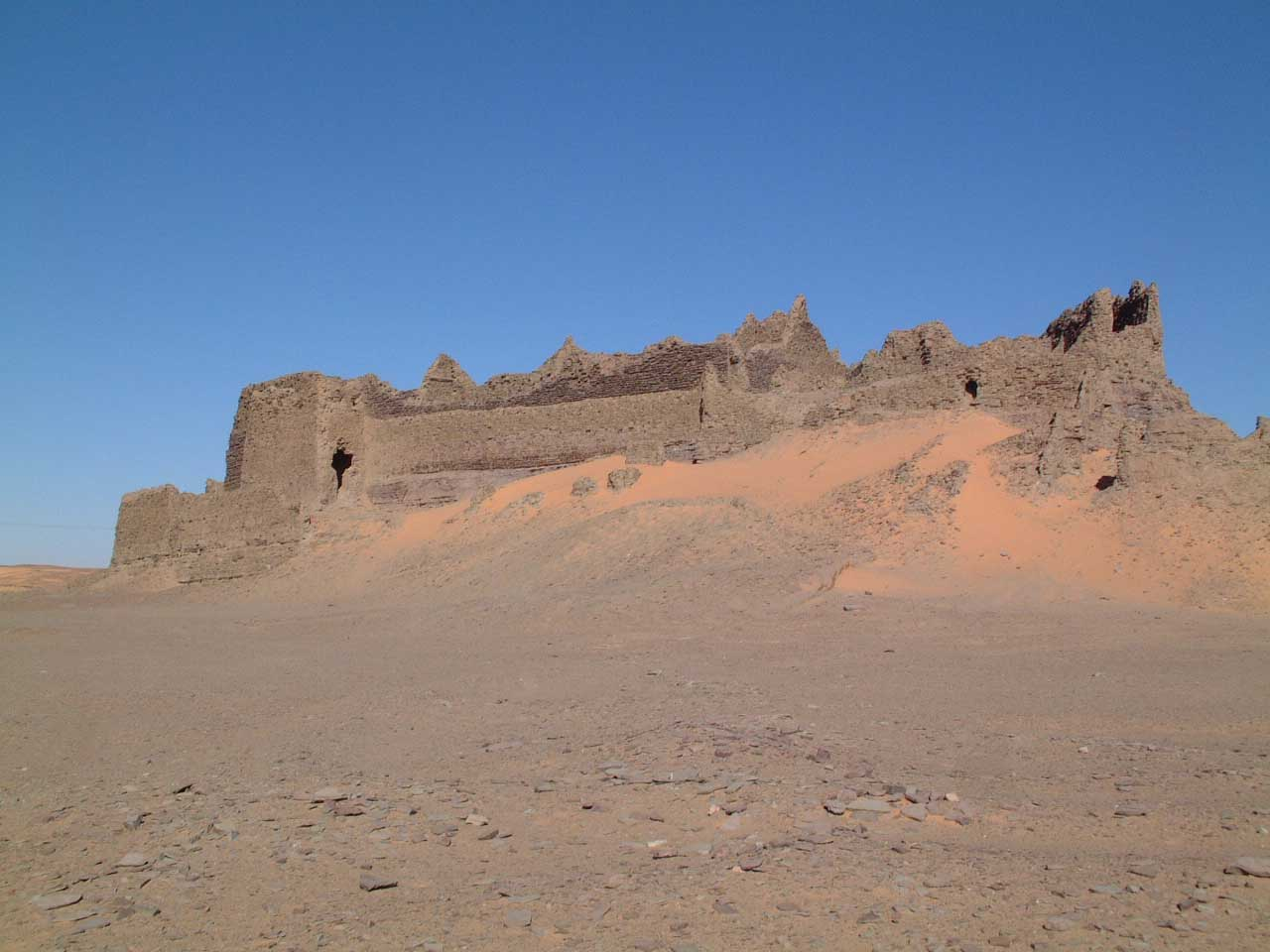
알제리 티미문에 있는 크사르 유적

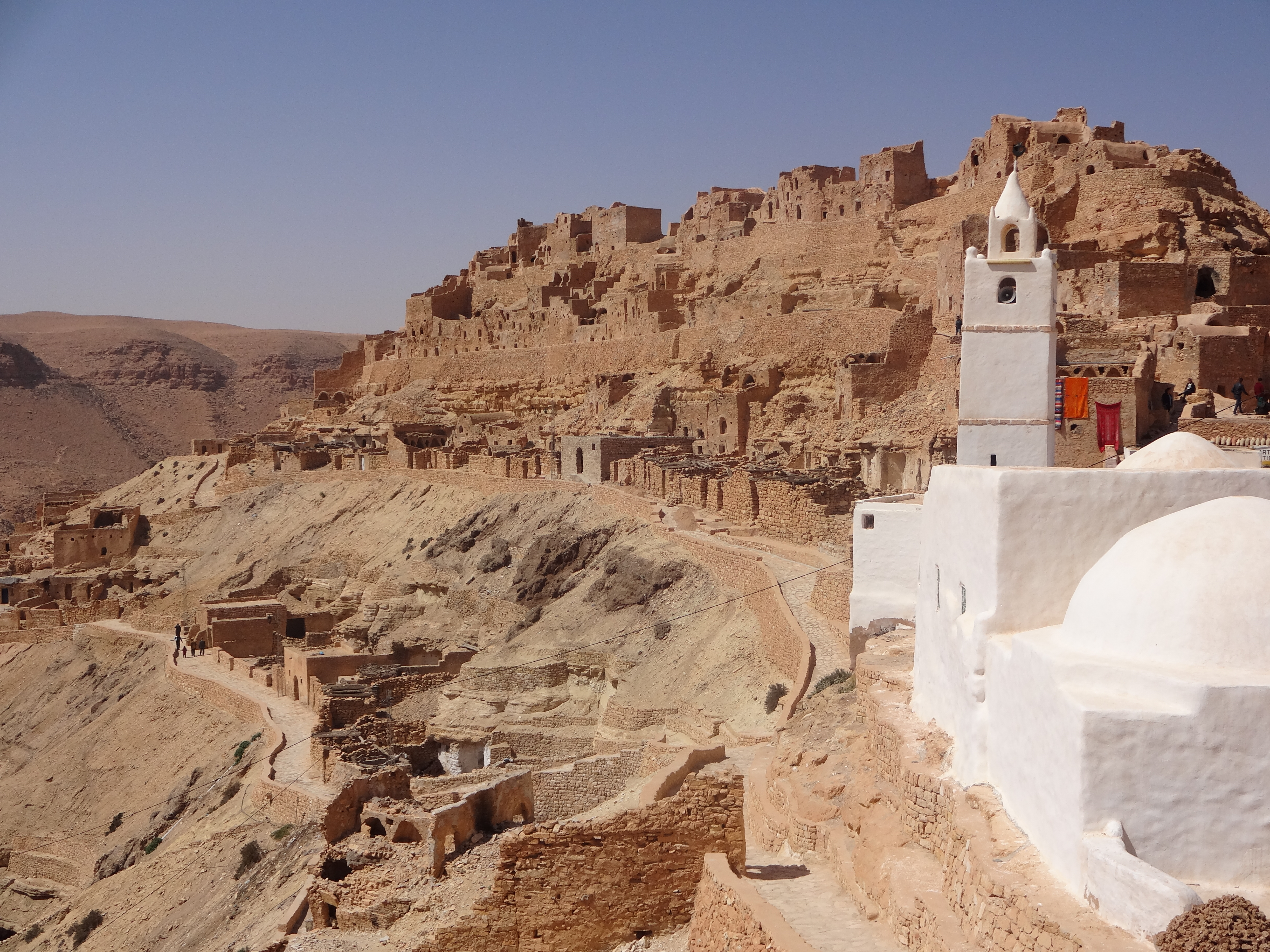
튀니지 남부에 버려진 크사르, 셰니니 크사르

마그레브의 크수르(복수형)는 일반적으로 연결된 집들로 구성되어 있으며, 알제리에서 볼 수 있는 요새화된 공동 곡창이나 튀니지와 모로코에서 각각 알려진 고르파와 아가디르 유형과 같은 다른 구조물(예: 모스크, 하맘, 오븐, 상점)과 함께 존재한다. 크수르 또는 이그헤르만은 북아프리카의 오아시스 주민들 사이에서 널리 퍼져 있다. 크사르(단수형)는 방어를 용이하게 하기 위해 산악 지역에 위치하는 경우도 있으며, 종종 하나의 연속적인 벽 안에 완전히 들어서 있다. 전체 구조물의 건축재료는 주로 어도비 또는 절단된 돌과 어도비이다. 곡창으로서의 크사르 개념은 곡창 그 자체와 마을인 크사르를 혼동하는 것이다. 크사르는 베르베르 건축의 주요 특징 중 하나이다.

## 같이 보기
- 알카사르
- 튀니지의 크수르 목록
- 리바트
- 마그레브 지명 어원